# Geniki Bank
Die Geniki Bank war eine Geschäftsbank mit Sitz in Athen. Die einstige Spartenbank der griechischen Streitkräfte wurde Ende 2014 auf die Piräus Bank verschmolzen.

## Geschichte
Gegründet wurde die Bank 1937 von einem Pensionsfonds der griechischen Streitkräfte, der Name lautete Γενική Τράπεζα της Ελλάδας (engl. General Bank of Greece), ab dem 26. Januar 1963 wurden Aktien der Bank an der Athener Börse gehandelt. 2004 trennten sich die Streitkräfte von der Mehrheitsbeteiligung, diese wurde an die Société Générale verkauft. Die Bank unterhielt 149 Filialen in Griechenland.
Am 19. Oktober 2012, während der griechischen Staatsschuldenkrise, gab der Mehrheitsaktionär Société Générale den Verkauf an die Piräus Bank bekannt. Die Geniki Bank blieb zunächst als Marke erhalten und sollte als Spezialbank zum „management of large troubled loan portfolios and related advisory services provider“ geführt werden. Im Mai 2014 wurde wegen des veränderten Marktumfeldes die Verschmelzung auf die Piräus Bank zum Ende des Jahres 2014 angekündigt. Die Aktien der Bank wurden am 20. November 2014 aus dem Handel genommen.